# Weezer (The Teal Album)
Weezer, noto anche come The Teal Album, è il dodicesimo album in studio del gruppo rock statunitense Weezer. È stato pubblicato il 24 gennaio 2019 dalla Crush Music e dalla Atlantic Records. L'album, uscito nello stesso giorno dell'annuncio, è interamente costituito da cover.

## Antefatti
Dopo l'uscita di Pacific Daydream, i fan del gruppo hanno iniziato una campagna per convincere gli Weezer a fare una cover di Africa dei Toto. Dopo aver pubblicato una cover di Rosanna, Weezer pubblicarono la cover di Africa nel maggio 2018, che entrò nella Billboard Hot 100 e raggiunse la prima posizione della Billboard Alternative Songs nell'agosto 2018.
The Teal Album venne pubblicato a sorpresa il 24 gennaio 2019 senza alcuna promozione o annuncio. Molte cover contenute nell'album sono già state interpretate dal vivo sia dal gruppo che nei concerti solisti del frontman Rivers Cuomo.

## Tracce
1. Africa – 3:58 (David Paich; Jeff Porcaro) – Toto
2. Everybody Wants to Rule the World – 4:04 (Roland Orzabal; Ian Stanley; Chris Hughes) – Tears for Fears
3. Sweet Dreams (Are Made of This) – 3:34 (Annie Lennox; David A. Stewart) – Eurythmics
4. Take on Me – 3:43 (Magne Furuholmen; Morten Harket; Pål Waaktaar) – a-ha
5. Happy Together – 2:25 (Alan Gordon; Garry Bonner) – The Turtles
6. Paranoid – 2:44 (Geezer Butler; Tony Iommi; Ozzy Osbourne; Bill Ward) – Black Sabbath
7. Mr. Blue Sky – 4:46 (Jeff Lynne) – Electric Light Orchestra
8. No Scrubs – 3:10 (Kevin "She'kspere" Briggs; Kandi Burruss; Tameka Cottle; Lisa "Left Eye" Lopes) – TLC
9. Billie Jean – 4:54 (Michael Jackson) – Michael Jackson
10. Stand by Me – 3:00 (Ben E. King; Jerry Leiber; Mike Stoller) – Ben E. King

## Formazione
- Rivers Cuomo – voce, cori in Paranoid, chitarra solista, pianoforte, tastiere
- Brian Bell – chitarra ritmica, cori, voce in Paranoid, tastiera
- Scott Shriner – basso, cori
- Patrick Wilson – batteria, percussioni, cori

## Classifiche
| Classifica (2019)         | Posizione massima |
| ------------------------- | ----------------- |
| Australia                 | 49                |
| Belgio (Fiandre)          | 81                |
| Canada                    | 8                 |
| Nuova Zelanda             | 29                |
| Regno Unito               | 60                |
| Stati Uniti               | 5                 |
| Stati Uniti (alternative) | 1                 |
| Stati Uniti (rock)        | 1                 |